# 木暮太一
木暮 太一（こぐれ たいち、1977年11月16日 - ）は、日本のビジネス書作家。

## 略歴・人物
千葉県船橋市生まれ。千葉県立船橋高等学校を経て、慶應義塾大学経済学部を卒業。
在学中に自主制作した学生向けの経済学入門書が大学生協や一般書店で累計5万部を突破した。
大学卒業後は、富士フイルム、サイバーエージェント、リクルートに勤務。
現在はビジネス書作家として活動しつつ、企業内・組織内での講演を多数行っている。著者と編集者を結び付ける活動を活発化（ホンカツ）。

## 主な著書
- 落ちこぼれでもわかるミクロ経済学の本（マトマ出版）
- 落ちこぼれでもわかるマクロ経済学の本（マトマ出版）
- 学校では教えてくれない「分かりやすい説明」のルール（光文社）
- いまこそアダム・スミスの話をしよう~目指すべき幸福と道徳と経済学~（マトマ出版）
- 今までで一番やさしいミクロ経済学（マトマ出版）
- 今までで一番やさしい経済の教科書（ダイヤモンド社）
- マンガ＋講義でよくわかる経済学超入門（東洋経済新報社）
- 僕たちはいつまでこんな働き方を続けるのか（星海社）

## 主なメディア出演
- 情報プレゼンター とくダネ!（フジテレビ）
- ネプリーグ（フジテレビ）
- 報道2001（フジテレビ）
- 夕方LIVEワンダー（関西テレビ）
- ニッポンのジレンマ（NHK）
- テストの花道（Eテレ）
- 松任谷正隆のDEAR PARTNER（TOKYO FM）
- りえ＆たいちのカイシャを伝えるテレビ（千葉テレビ放送）